# Trichobius dominicanus
Trichobius dominicanus är en tvåvingeart som beskrevs av Peterson och Hurka 1974. Trichobius dominicanus ingår i släktet Trichobius och familjen lusflugor. Inga underarter finns listade i Catalogue of Life.